# Akitomi-jinja
Akitomi-jinja (japanska: 飽富神社, Akitomi-jinja) är en shintohelgedom i Sodegaura, Chiba prefektur.

## Historia
Helgedomen nämns i både Nihon Sandai Jitsuroku och Engishiki som sammanställdes under Heianperioden, och har med andra ord existerat i över tusen år. Dess f.d. namn är Ōtomi-jinja, och eftersom den är Kimitsu-regionens enda Shikinaisha (helgedom som nämns i Engishiki) är den av synnerligen högt historikt värde.
Enligt tradition ska den ha grundats under Suizeiperiodens första år (581 f.Kr.) av en bror till kejsaren vid namn Kanyaimimi no Mikoto. Helgedomens huvudsakliga gud är Ukanomitama no Mikoto, d.v.s. jordbruksguden.
I Genroku 4 (1691) byggdes huvudbyggnaden om enligt Gongen-zukuri.